# Seznam zápasů australské fotbalové reprezentace na MS
Australská fotbalová reprezentace byla celkem 6x na mistrovstvích světa ve fotbale a to v letech 1974, 2006, 2010, 2014, 2018 a 2022.
- Aktualizace po zápase proti Tunisku na MS 2022 - Počet utkání - 20 - Vítězství - 4x - Remízy - 4x - Prohry - 12x

| Číslo | Soupeř     | Výsledek | MS      | Fáze turnaje       | Góly Austrálie                      |
| ----- | ---------- | -------- | ------- | ------------------ | ----------------------------------- |
| 1.    | NDR        | 0 – 2    | MS 1974 | základní skupina 1 | Ne                                  |
| 2.    | SRN        | 0 – 3    | MS 1974 | základní skupina 1 | Ne                                  |
| 3.    | Chile      | 0 – 0    | MS 1974 | základní skupina 1 | Ne                                  |
| 4.    | Japonsko   | 3 – 1    | MS 2006 | základní skupina 1 | Tim Cahill (2), John Aloisi         |
| 5.    | Brazílie   | 0 – 2    | MS 2006 | základní skupina 1 | Ne                                  |
| 6.    | Chorvatsko | 2 – 2    | MS 2006 | základní skupina 1 | Craig Moore (penalta), Harry Kewell |
| 7.    | Itálie     | 0 – 1    | MS 2006 | osmifinále         | Ne                                  |
| 8.    | Německo    | 0 – 4    | MS 2010 | základní skupina D | Ne                                  |
| 9.    | Ghana      | 1 – 1    | MS 2010 | základní skupina D | Brett Holman                        |
| 10.   | Srbsko     | 2 – 1    | MS 2010 | základní skupina D | Tim Cahill, Brett Holman            |
| 11.   | Chile      | 1 – 3    | MS 2014 | základní skupina B | Tim Cahill                          |
| 12.   | Nizozemsko | 2 – 3    | MS 2014 | základní skupina B | Tim Cahill, Mile Jedinak (penalta)  |
| 13.   | Španělsko  | 0 – 3    | MS 2014 | základní skupina B | Ne                                  |
| 14.   | Francie    | 1 – 2    | MS 2018 | základní skupina C | Mile Jedinak (penalta)              |
| 15.   | Dánsko     | 1 – 1    | MS 2018 | základní skupina C | Mile Jedinak (penalta)              |
| 16.   | Peru       | 0 – 2    | MS 2018 | základní skupina C | Ne                                  |
| 17.   | Francie    | 1 – 4    | MS 2022 | základní skupina D | Craig Goodwin                       |
| 18.   | Tunisko    | 1 – 0    | MS 2022 | základní skupina D | Mitchell Duke                       |
| 19.   | Dánsko     | 1 – 0    | MS 2022 | základní skupina D | Mathew Leckie                       |
| 20.   | Argentina  | 1 – 2    | MS 2022 | osmifinále         | Enzo Fernández                      |